# Patrick Tuipulotu
Pour les articles homonymes, voir Tuipulotu.

a Compétitions nationales et continentales officielles uniquement.

b Matchs officiels uniquement.
Dernière mise à jour le 25 novembre 2024.
Patrick Tuipulotu, né le 23 janvier 1993 à Christchurch (Nouvelle-Zélande), est un joueur de rugby à XV néo-zélandais évoluant au poste de deuxième ligne. Il évolue avec les Blues en Super Rugby depuis 2014. Il mesure 2,00 m pour 120 kg.

## Carrière

### En club
Patrick Tuipulotu a fait ses débuts professionnels en 2013 avec la province néo-zélandaise d'Auckland en NPC.
En 2014, il est sélectionné pour faire partie de la franchise des Blues en Super Rugby,. Il devient ensuite un élément majeur de sa franchise par sa puissance et son athlétisme.
Il devient le capitaine des Blues à partir de la saison 2020 de Super Rugby. En 2021, il mène son équipe de son équipe vers son premier titre depuis dix-huit ans, après une victoire en finale face aux Highlanders.
En 2021, tout en prolongeant son contrat avec les Blues jusqu'en 2025, il part jouer au Japon pour une pige d'une saison avec les Toyota Verblitz.

### En équipe nationale
Il joue avec l’équipe de Nouvelle-Zélande des moins de 20 ans en 2013.
En juillet 2014, il est sélectionné par Steve Hansen pour jouer avec l'équipe de Nouvelle-Zélande.
Il fait ses débuts en sélection le 14 juin 2014 contre l'Angleterre.
Patrick Tuipulotu manque de participer à la coupe du monde 2015 en raison d'une blessure à la hanche.
En août 2019, il est retenu dans le groupe de 31 joueurs sélectionné pour disputer la Coupe du monde au Japon. Il joue les cinq matchs de son équipe lors de la compétition, mais n'est titulaire qu'une seule fois.

## Palmarès

### En club et province
- Vainqueur du NPC en 2018 avec Auckland.
- Vainqueur du Super Rugby Trans-Tasman en 2021 avec les Blues.

### En équipe nationale
- Vainqueur du Rugby Championship en 2014, 2016, 2017, 2018, 2020 et 2021.

### Distinctions personnelles
- Membre de l'équipe type du Super Rugby en 2025.

## Statistiques

### En équipe nationale
Au 25 novembre 2024, Patrick Tuipulotu compte 51 capes avec les All Blacks, dont 21 en tant que titulaire, depuis son premier match le 14 juin 2014 contre l'Angleterre. Il a inscrit sept essais (35 points). Avec les Kiwis, il dispute une Coupe du monde en 2019. Sur ces rencontres, seize sont disputées dans le cadre du Rugby Championship, où il participe aux éditions 2014, 2016, 2017, 2018, 2019, 2020, 2021 et 2024,.   